# Marcus Brown
Marcus James Brown (* 3. April 1974 in West Memphis, Arkansas, USA) ist ein ehemaliger US-amerikanischer Basketballspieler. Er spielte überwiegend in Europa auf der Position des Shooting Guard und gewann die nationalen Meisterschaften von Frankreich, der Türkei, Russland, Spanien, Litauen und Israel. Obwohl er nie den Titel im höchstrangigsten europäischen Vereinswettbewerb EuroLeague gewinnen konnte, gilt er als einer der erfolgreichsten nordamerikanischer Basketballspieler in europäischen Meisterschaftswettbewerben der ersten Dekade des 21. Jahrhunderts.

## Karriere als Spieler

### College
Nach seiner Schulzeit in West Memphis ging Brown auf die Murray State University. Hier spielte er insgesamt vier Spielzeiten für die Collegemannschaft Murray State Racers. Während dieser Zeit kam er auf einen Punkteschnitt von 18,9 pro Spiel.

### NBA
Marcus Brown wurde 1996 als 46. von den Portland Trail Blazers gedraftet und wurde in der Saison 1996/97 insgesamt 21-mal in der NBA eingesetzt. Für die nächste Saison unterschrieb er bei den Vancouver Grizzlies, wurde jedoch nicht eingesetzt und wechselte nach Frankreich. Die Saison 1998/99 konnte Brown wegen einer Knieverletzung nicht spielen. Er bekam für die Saison 1999/2000 einen NBA-Vertrag bei den Detroit Pistons und wurde nach nur sechs Einsätzen während der Saison entlassen.

### Europa

#### Nationale Meisterschaften
Browns Karriere in Europa verlief wesentlich erfolgreicher. Nachdem er bereits in der Saison (1997/98) mit seinen 20,5 Punkten pro Spiel der Mannschaft von Élan Béarnais Pau-Orthez zur Meisterschaft verhalf, kam er 1999 nach Frankreich zurück und spielte für den Verein Cercle Saint-Pierre aus Limoges. Mit diesem Verein gewann er 2000 ein Triple aus nationaler Meisterschaft und Pokalsieg sowie dem Sieg im Korać-Cup. Er wurde zum Most Valuable Player (MVP) der französischen Liga (bereits zum 2. Mal nach 1998) und zum MVP der Play-Offs gewählt. Nachdem CSP Limoges anschließend aus finanziellen Gründen zwangsabsteigen musste, wechselte Brown zu Benetton Treviso nach Italien. Mit Benetton nahm er auch in der Saison 2000/01 am neuen durch die ULEB eingerichteten Wettbewerb EuroLeague teil, welcher anschließend die FIBA Europaliga bzw. Suproleague ablöste. Hier kam er auf einen Schnitt von 19,9 Punkten pro Spiel.
Für die Saison 2001/02 wechselte er zu Efes Pilsen im türkischen Istanbul. In den folgenden zwei Jahren gewann er jeweils die türkische Meisterschaft, davon im ersten Jahr 2002 als Double in Verbindung mit dem Sieg im türkischen Pokalwettbewerb. In beiden Spielzeiten wurde er zum MVP der türkischen Liga gewählt. Ab der Saison 2003/04 spielte Brown in Russland für ZSKA. Hier wurde er innerhalb von zwei Jahren ebenfalls zweimal russischer Meister, davon im zweiten Jahr als Double-Gewinner in Verbindung mit dem Erfolg im russischen Pokalwettbewerb. Anschließend wechselte er für zwei Spielzeiten nach Spanien, wo er in der Saison 2005/06 mit Unicaja aus Málaga spanischer Meister wurde.
Ab der Saison 2007/08 spielte er für Žalgiris im litauischen Kaunas. In seiner ersten Saison gewann er die litauische Meisterschaft und den Pokal sowie die Baltic Basketball League. Er wurde zum MVP des Play-off-Finales der litauischen Liga. Für die Saison 2008/09 wurde er zu Maccabi Tel Aviv nach Israel ausgeliehen, wo er mit seiner Mannschaft israelischer Meister wurde. Nach seiner Rückkehr zu Žalgiris wurde er als Spieler/Trainer ein weiteres Mal litauischer Meister in der Saison 2010/11. Danach beendete er seine Karriere.

#### Euroleague
Marcus Brown war der erste Spieler, der in der höchsten europäischen Spielklasse ab der Saison 2000/01 2500 Punkte gesammelt hatte. Insgesamt kam er in der Euroleague auf 2715 Punkte und war zum Zeitpunkt seines Rücktritts am Saisonende 2010/11 der erfolgreichste Punktesammler überhaupt in diesem Wettbewerb, bevor er in der folgenden Spielzeit durch Juan Carlos Navarro übertroffen wurde. Er spielte mit seinen jeweiligen Mannschaften insgesamt dreimal im Final Four der Euroleague (2004, 2005 und 2007), wobei er mit ZSKA 2004 und CB Málaga 2007 jeweils Dritter als beste Platzierung werden konnte. Mit ZSKA verlor er 2005 im Final-Four-Turnier vor eigenem Publikum beide Spiele und wurde nur Vierter. In die Auswahl der besten Spieler einer Saison (englisch All-Euroleague First Team) wurde er 2004 berufen sowie zweimal in die Reserve All-Euroleague Second Team (2003 und 2005).

## Auszeichnungen und Erfolge

### Mit der Mannschaft
- Sieger französische Meisterschaft (2×): 1998, 2000
- Sieger französischer Pokal: 2000
- Sieger türkische Meisterschaft (2×): 2002, 2003
- Sieger türkischer Pokal: 2002
- Sieger russische Meisterschaft (2×): 2004, 2005
- Sieger russischer Pokal: 2005
- Sieger spanische Meisterschaft: 2006
- Sieger litauische Meisterschaft (2×): 2008, 2011
- Sieger litauischer Pokal (2×): 2008, 2011
- Sieger israelische Meisterschaft: 2009
- Sieger Korać-Cup: 2000
- Sieger Baltic Basketball League (3×): 2008, 2010, 2011

### Persönliche Auszeichnungen
- MVP französische Meisterschaft 1998, 2000.
- MVP türkische Meisterschaft 2002, 2003.
- MVP des Monats Dezember EuroLeague 2008/09.
- MVP der Baltic Basketball League 2009/10
- MVP des 3. und 4. Spieltags in der VTB 2009/10.
- Mitglied All-Euroleague First Team 2003/04
- Mitglied All-Euroleague Second Team 2002/03, 2004/05